# ثورة صاحب الحمار
ثورة صاحب الحمار وقعت في عهد الدولة الفاطمية ،وهي من أهم وأعنف الثورات في تلك الفترة.

## الثورة
قامت هده الثورة في المهدية العاصمة الأولى للفاطميين قبل الانتقال للقاهرة وذلك في زمن حكم محمد القائم بأمر الله 322ه – 334ه وانتهت في زمن حكم ابنه المنصور بالله 334ه-341ه. لقد دامت هذه الثورة ثلاثة عشر سنة عطلت في أثناها الحركة الاقتصادية والعمرانية للبلاد. تسترت هذه الثورة بالدين واستعانت بالأمويين. فقد تطرف بها قائدها وانحرف بها تبعا لأطماعه كما تبينه بعض المصادر التاريخية. وسعت رقعة هذه الثورة كامل شمال إفريقيا تصدى لها القائم في بدايتها إلى أن جاء أبنه المنصور بالله الذي قضى عليها نهائيا.

## القائد
إن اسم الثورة منشق عن اسم القائد الذي عرف بصاحب الحمار واسمه الحقيقي هو مخلد بن كداد اليفرني أصله من قبيلة زناته البربرية - أمه جارية سوداء من قبيلة هوارة - عاش في مدينة دقاش عرف باسم أبي يزيد. نشاء على التعطش للدماء والقتل والثأر وارتكاب المحرمات والمنكرات.-و قد قال عنه ابن خلدون في كتابه العبر الجزء الرابع ص84-85 {...وهو صاحب الحمار-من أهل قسطيلية... وكان يختلف إلى بلاد السودان بالتجارة... وخالط النكارية من الخوارج.......فمال إلى مذهبهم وأخذ به...... وكان يذهب إلى تكفير أهل ملته واستباحة الأموال والدماء والخروج علي السلطان..... ولما مات المهدي خرج بناحية جبل الأوراس وركب الحمار وتلقب بشيخ المؤمنين : فاتبعه أمم من البربر....}- يكنى بصاحب الحمار لأنه كما علمنا سابقا كان يتنقل بين المدن والقرى ناشرا دعوته العدائية راكبا حمارا.

## تفاصيل هذه الثورة
لقد أتى هذا الثائر إلى المهدية غازيا ومحاربا للقضاء على الفاطميين في عاصمتهم بعد أن قام بحملات دعائية صاخبة في المدن والقرى وارتكب عملا استفزازيا وهو دق رمحه على باب المهدية الجنوبي بعد عملية شغب معلنا بداية ثورة أجمع المؤرخون أن نجاة الدولة الفاطمية منها كان بمثابة معجزة.
لقد كان نجاح الثورة ممكننا لولا أخطاء القائد الذي توهم النصر قبل وقوعه فما كان منه إلا أن أخر زحفه للمهدية أخر معقل حصين للفاطميين بعد الاستيلاء على القيروان تاركا المجال للمنصور والوقت رغم قصره للتفكير للخروج من المأزق وبعد تشاور والتحليل قرر طلب المساعدة من قبيلة كتامة وزناتة وشجعهما على التضامن والتعاون والتكاتف وتناسي إغراضهما وأحقادهما لدحر عدو ماكر رابض على أبواب العاصمة بجيش لا يحصى عدده فكان ما أراده واستجابتا لندائه وعملتا بأوامره وبدأت المعارك بين الطرفان بين مد وجزر.
ومن الملاحظ في هذه الأثناء أن سكان المهدية شعروا بالخطر, ففروا إلى صقلية عن طريق البحر وإلى طرابلس الغرب ومصر كما يذكر ذلك في بيان المغرب لابن عذارى.
و للدفاع عن العاصمة الفتية خصص المنصور حامية جعلها تحت قيادته إلى نهاية المعركة ويتفق المؤرخون على أن هذه الثورة كانت غاية من الشراسة والقسوة _و ليست كالثورات الأخرى التي كانت تقع من حين لآخر _و تمتاز عنها بأنها عمت وانتشرت في كل مكان من الصحراء والجبال والسهول والقرى والمدن والأرياف. وتمركزت خاصة بكتامة في مدينة سوسة التي تبعد عن المهدية ب 62 ميلا وعن مدينة القيروان ب 110ميلا تقريبا. فالثورة إذا على أبواب العاصمة تحاصرها عن قرب.فأصبحت في عزلة عن العالم الخارجي الأمر الذي ساعد أبا زيد على تضيق الخناق عليها. وكان من الصعب الخروج منها.{ولعل هذا هو السبب الذي جعل المنصور بعد قضائه على صاحب الحمار وخروجه من المأزق يسارع باستبدال المهدية بالقيروان.}
و كان المنصور أثناء الحصار منهمكا في إعداد الخطط المناسبة والفعالة للقضاء على الثورة و استغرق ذلك ثلاثة أشهر. لما سنحت الفرصة المناسبة جمع المنصور جيشه مصدرا أوامره بالتوجه إلى القيروان ليلا.حيث كان الخصوم نائمين غير متأهبين لهذا الحدث فعملوا{جيش المنصور} فيهم سيوفهم وجعلوا من مضاجعهم بركا من الدماء. لاذ صاحب الحمار بالفرار متأثر بهذه الهزيمة ومتعهدا بجولة أخرى لكن المنصور أصر على ملاحقته لإفنائه وقطع دبره ودبر الخوارج – ويرى المؤرخون أن المعركة من اخلد المعارك التي شهدها المغرب العربي وكان ضحايا الخوارج فيها أربعين ألفا – ويذكر ابن حماد المعركة وهزيمة صاحب الحمار في كتابه أخبار بني عبيد وسيرتهم ص58-59-60{...وسار إلى جبل أوراس وفيه قوم من هوارة (قبيلة بربرية)... من أهل مذهبه(المقصود المذهب الخارجي) فقام فيهم وقوي بهم واشتدت شوكته واستفحل أمره... واستولى أبو يزيد على أفريقية كلها إلا المهدية ودخل القيروان ووصل إلى مصلى العيدين في أيام المنصور ثم هزم... } ولم تنته هذه المعركة بالقيروان كما قلت وإنما لهيبها إلى مدينة سوسة حيث انحسرت فيها -وكانت قاسية دامية على الطرفين المتقاتلين ودامت سنة كاملة- فقد كان أبو زيد تحصن بقلعة فيها وأخذ يصدر أوامره والمنصور يضيق الخناق عليه محاربا إياه من مدينة إلى أخرى ومن حصن لحصن ومن قلعة لأخرى إلى أن قبض عليه وهو مختف في إحدى المغاوير أما ابن عذارى فيقول في كتابه البيان المغرب في أخبار ملوك الأندلس والمغرب {قبض عليه وقتل في الجزائر بجبال كيان } ولكن المهم أنه تم القضاء على صاحب الحمار.وتكميل للرواية الأول فقد قبض عليه ووضع في قفص وحمل للمهدية مكبلا بالسلاسل والأغلال وأمر المنصور بإعدامه وسلخه وحشوه بالقطن وتعليقه على باب المهدية الجنوبي الذي دق رمحه فيه وكان ذلك في سنة 339ه وأعلن المنصور بعد ذلك عن موت أبيه القائم بأمر الله الذي مات أثناء المعركة ولم يعلن عن موته ألا بعد أربع سنوات حتى تهدئ الثورة ووقع القضاء عليها.